# Тоомас Ассер
Тоомас Ассер (ест. Toomas Asser; нар. 14 липня 1954, Йихві) — естонський вчений-медик, член Академії наук Естонії (2011) і з 1 серпня 2018 року ректор Тартуського університету.

## Освіта і кар'єра
Ассер закінчив середню школу Ніо (1973) і медичний факультет Тартуського державного університету (1979).
У 1989 році Ассер захистив кандидатську дисертацію в Московському інституті нейрохірургії ім. М. Бурденка з питань регуляції мозкового кровотоку та стереотаксичних операцій з використанням оригінального термокаутера.
У 1979—1989 рр. він був асистентом, а в 1989—1995 роках доцентом клініки неврології Тартуського державного університету. У 1988−1989 роках Ассер стажувався в Інституті хвороб мозку Університету Тохоку (Японія).
З 1995 року Ассер є професором нейрохірургії Тартуського університету.
З 1996 по 2018 рік Ассер був керівником відділення неврології та нейрохірургії Тартуської університетської лікарні, а з 2000 по 2009 рік також був деканом медичного факультету Тартуського університету.
26 квітня 2018 року Тоомас Ассер був обраний ректором Тартуського університету на позачергових виборах.
У 2011 році він був обраний членом Академії наук Естонії з медичних наук. Належить до кафедри біології, геології та хімії академії та очолює цю кафедру з 2014 року.
Він належить до постійного комітету з медичної науки та стратегії охорони здоров'я Академії наук Естонії.
Він також є віце-головою Гільдії (Гільдії європейських науково-інтенсивних університетів) і президентом університетів Естонії.

## Дослідження
Його дослідження зосереджені на клінічних та молекулярно-біологічних аспектах пухлин головного мозку, хірургії гіпофіза, хірургічному лікуванні внутрішньочерепних аневризм, функціональній хірургії (глибока стимуляція мозку при хворобі Паркінсона) та травмах спинного мозку.